# Verticordia eurardyensis
Verticordia eurardyensis är en myrtenväxtart som beskrevs av Eliz.A.George och Alexander Segger George. Verticordia eurardyensis ingår i släktet Verticordia och familjen myrtenväxter. Inga underarter finns listade i Catalogue of Life.